# ブライアン・エドワーズ (政治家)

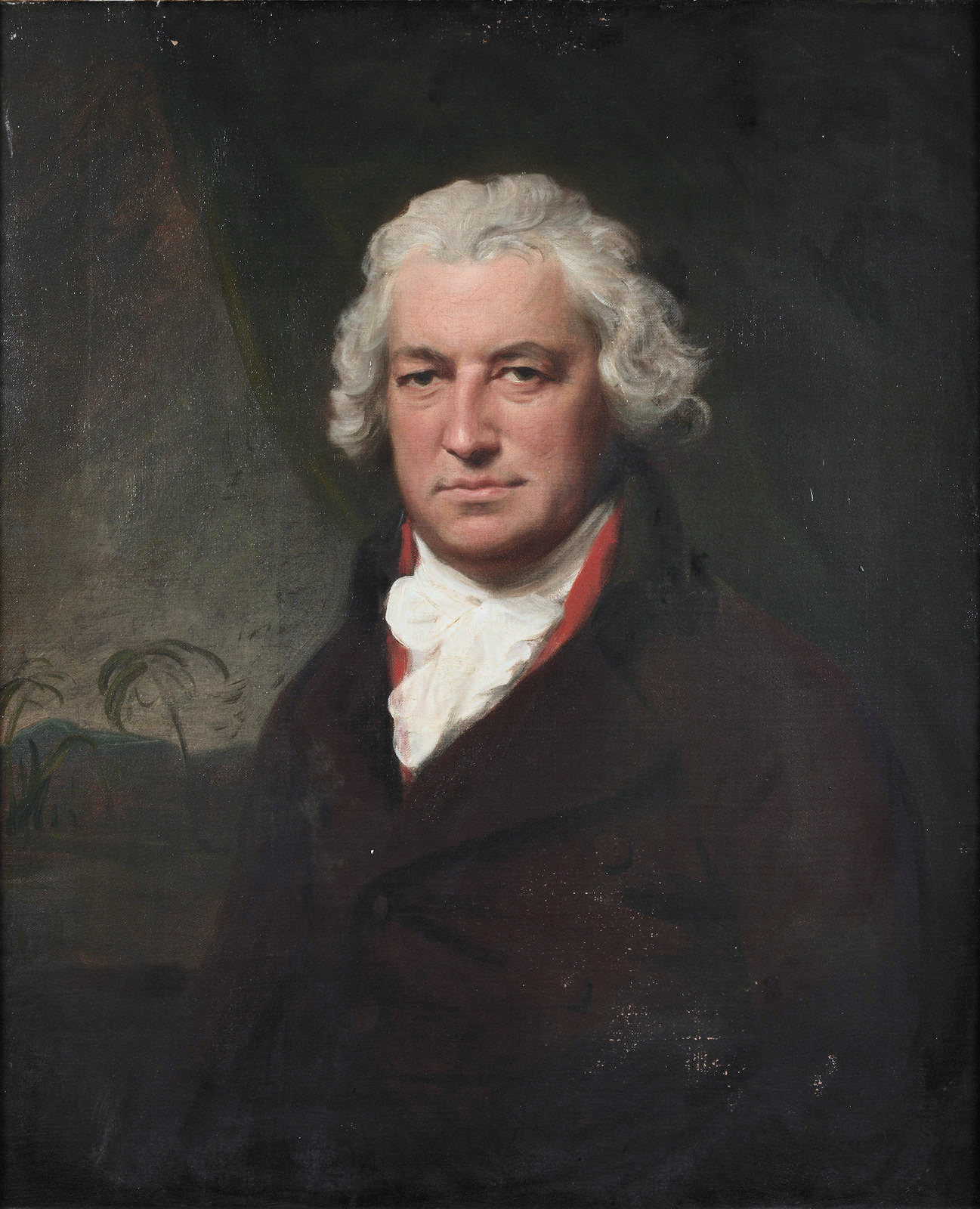
レミュエル・フランシス・アボットによる肖像画。

ブライアン・エドワーズ（英語: Bryan Edwards FRS、1743年5月21日 – 1800年7月16日）は、グレートブリテン王国の政治家、歴史家。その出自から奴隷貿易を強く支持し、奴隷制度廃止運動の指導者ウィリアム・ウィルバーフォースから強敵（a powerful opponent）であると評された。著作『西インドにおけるイギリス植民地の内政史と貿易史』（History, Civil and Commercial, of the British Colonies in the West Indies、1793年初版、1794年第2版、1819年第5版）はフランス語、ドイツ語など5言語に翻訳され、後世にもイギリス領西インドの歴史学者として評価されている。1796年から1800年まで庶民院議員を務め、奴隷貿易の支持者としてウィルバーフォースや首相小ピットと対立した。

## 生涯

### 生い立ち
ブライアン・エドワーズ（Bryan Edwards、1756年没）とエリザベス・ベイリー（Elizabeth Bayly、ザカリー・ベイリーの娘）の息子として、1743年5月21日にウィルトシャーのウェストベリーで生まれた。父ブライアンは年収約100ポンドの地所を継承しており、穀物や麦芽の取引で生計を立てようとしたが失敗、1756年に死去すると妻と6人の子女は貧困に陥るところとなった。エドワーズにとって幸いなことに、母エリザベスの兄弟ザカリーとナサニエルはジャマイカでプランテーションを経営して財を成しており、兄のザカリーはエリザベスの子女の保護者になり、教育などエドワーズの面倒を見た。
エドワーズの父はエドワーズをウィリアム・フット（William Foot、ブリストルの聖職者で非国教徒）の学校に入学させたが、エドワーズにラテン語とギリシア語を教えることを禁じ、エドワーズは後年に算数、英語の文法、作文を教えられ、教師から作文を褒められたと回想している。父の死後、ザカリーはエドワーズをブリストルのボーディングスクールに送った。エドワーズはそこでフランス語を学んだほか、図書館に訪れることができたため書物への興味が生じた。1759年にナサニエルが帰国すると、エドワーズはナサニエルに連れられてロンドンに転居するものの、2人はすぐに不和になり、数か月後にはジャマイカにいるザカリーのもとに押し付けられた（1760年に到着）。エドワーズにとってザカリーはナサニエルより優しく、ザカリーは聖職者アイザック・ティール（Isaac Teale）を招いてエドワーズにラテン語とギリシア語を学ばせた。ティールの教育により、エドワーズは著述への興味が生じた。

### ジャマイカの農園主になる
ザカリーはジャマイカ植民地議会の議員やジャマイカ諮問委員会の委員を務めたことがあり、エドワーズも1765年にセント・ジョージ教区から選出されてジャマイカ植民地議会の議員に就任、以降1766年と1771年に再選した。エドワーズは議員を務める傍ら、ザカリーのプランテーション経営を手伝い、1769年12月にザカリーが死去するとその地所の一部を継承した。ザカリーは遺言状で地所をナサニエルとエドワーズの間で分割したが、エドワーズは後にナサニエルの領地管理を手伝った。1772年、ジャマイカ諮問委員会の委員に選出された。1773年に友人ベンジャミン・ヒューム（Benjamin Hume）が死去すると、合計で少なくとも奴隷1,500人を擁する2つのプランテーションを継承した。
1772年から1773年にかけて医者ジョン・モーガンがペンシルベニア大学への寄付を求めて遊説したことを受け、70ポンド寄付した。その後、1774年にアメリカ哲学協会会員に選出された。
エドワーズの管理下にある事業が成功を収めたため、彼には経営の手腕があったとされ、それが理由となってジャマイカ植民地議会の指導者ともいえる地位に上り詰め、そこで本国が定めた（アメリカ独立戦争による）アメリカ合衆国との貿易制限を攻撃した。

### 国政進出の試み

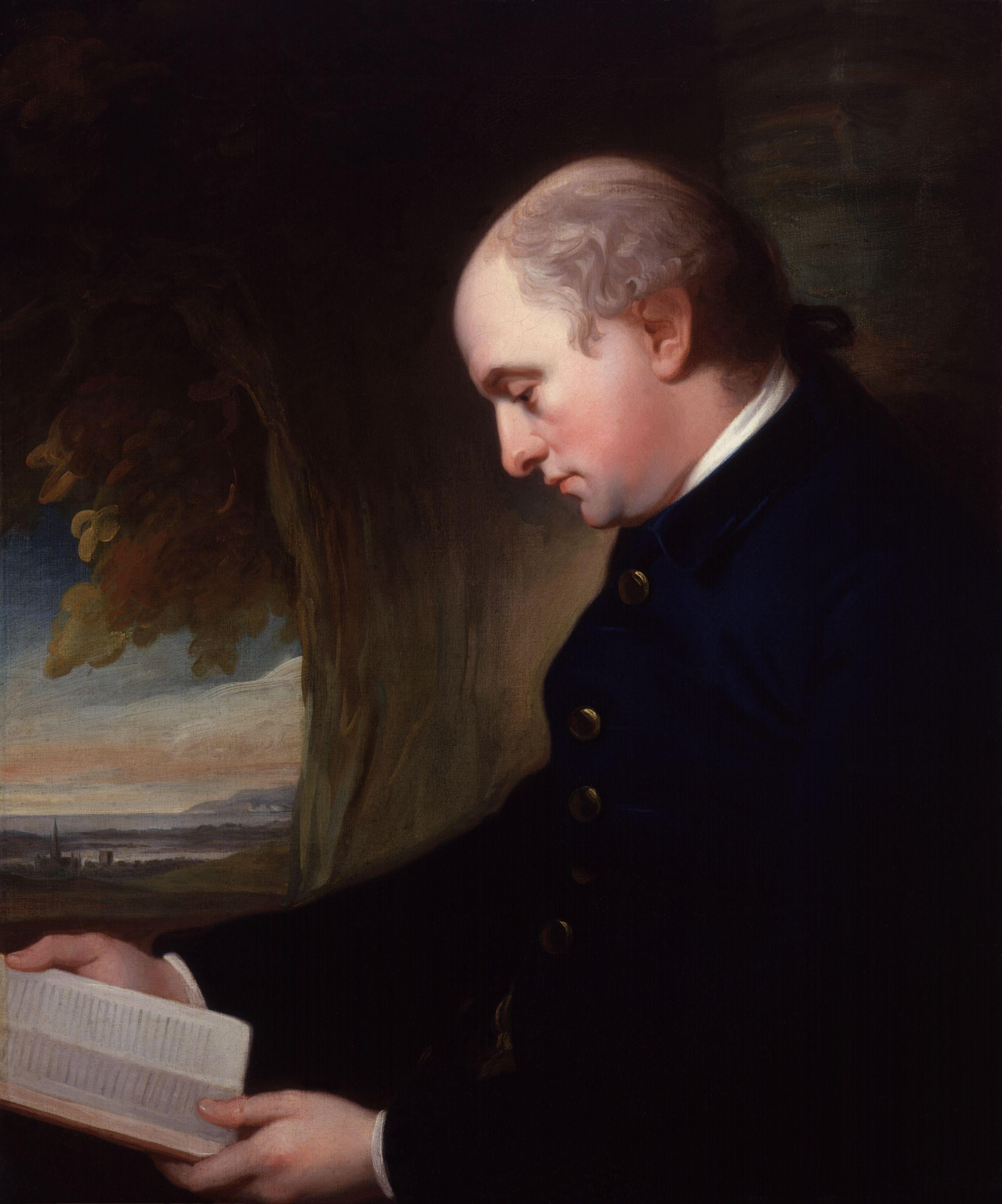
第3代リッチモンド公爵チャールズ・レノックス。ジョージ・ロムニー画、1775年から1777年頃。

ジャマイカで20年以上過ごした後、1782年に一時帰国して、5年間イングランドに滞在した。本国では国政進出を目指し、同年にチチェスター選挙区で行われた補欠選挙に出馬した。チチェスター選挙区では1768年より第3代リッチモンド公爵チャールズ・レノックスが議員2名を指名しており、無投票当選が続いたが、リッチモンド公爵には選挙区を支配するための手腕がなく、1780年頃には有権者がリッチモンド公爵の指名が12年間も続いたことに反感を抱くようになり、1782年の補欠選挙ではついにリッチモンド公爵の指名するパーシー・チャールズ・ウィンダムと反リッチモンド派の推すエドワーズの一騎討ちとなった。しかし、このときは結果を覆すにはいたらず、エドワーズは239票対247票で惜敗した。エドワーズは庶民院への選挙申し立てと王座裁判所での提訴をもって争おうとしたが、選挙申し立ての審議を推し進めず、訴訟にも敗北したため逆転当選にはならなかった。一方、チチェスター選挙区の反リッチモンド派は勢いが増し、1784年イギリス総選挙ではついに反リッチモンド派のジョージ・ホワイト・トマス候補が当選を果たし、リッチモンド公爵による2議席支配は崩れた。
1784年に自由貿易を説き、イギリスによる対アメリカ戦争を批判するパンフレットを出版したが、初代シェフィールド男爵ジョン・ベイカー・ホルロイドと論争になり、作家ジョン・スティーブンソン（John Stevenson）に批判された。

### サン＝ドマングでの見聞
1787年初にジャマイカに戻り、以降1792年秋まで西インド諸島で過ごした。ジャマイカではトレローニー教区選出の議員として引き続き西インドとアメリカ合衆国の間の貿易制限に反対、奴隷貿易については改革を支持しつつ廃止に反対した。1789年5月12日に奴隷制度廃止運動の指導者ウィリアム・ウィルバーフォースが3時間半にわたる長演説で奴隷貿易を批判すると、ジャマイカ諮問委員会とジャマイカ議会は合同会議を開催、会議におけるエドワーズの演説（1789年11月19日）は1790年に出版された。
1791年9月にフランスのサン＝ドマング植民地に住む白人住民への援助として派遣されたイギリス艦隊に加わってカプ＝フランセ（現カパイシャン）を訪れ、そこで廃墟と化した家屋やプランテーション、涙を流して艦隊を歓迎する見物人などを目にした。1792年10月にジャマイカに戻ると、サン＝ドマング植民地に1万ポンドの借款を与えることをジャマイカ議会で可決させたが、フランスからは金額が少なすぎるとして拒否され、エドワーズは激怒して本国のサウサンプトンに転居、金輪際ジャマイカに帰らないことを決めた（ただし、ジャマイカ議会の議員には1800年まで留任した）。1793年10月、サウサンプトン銀行（Southampton Bank）の理事の1人に就任した。

### 『西インド史』と国政進出

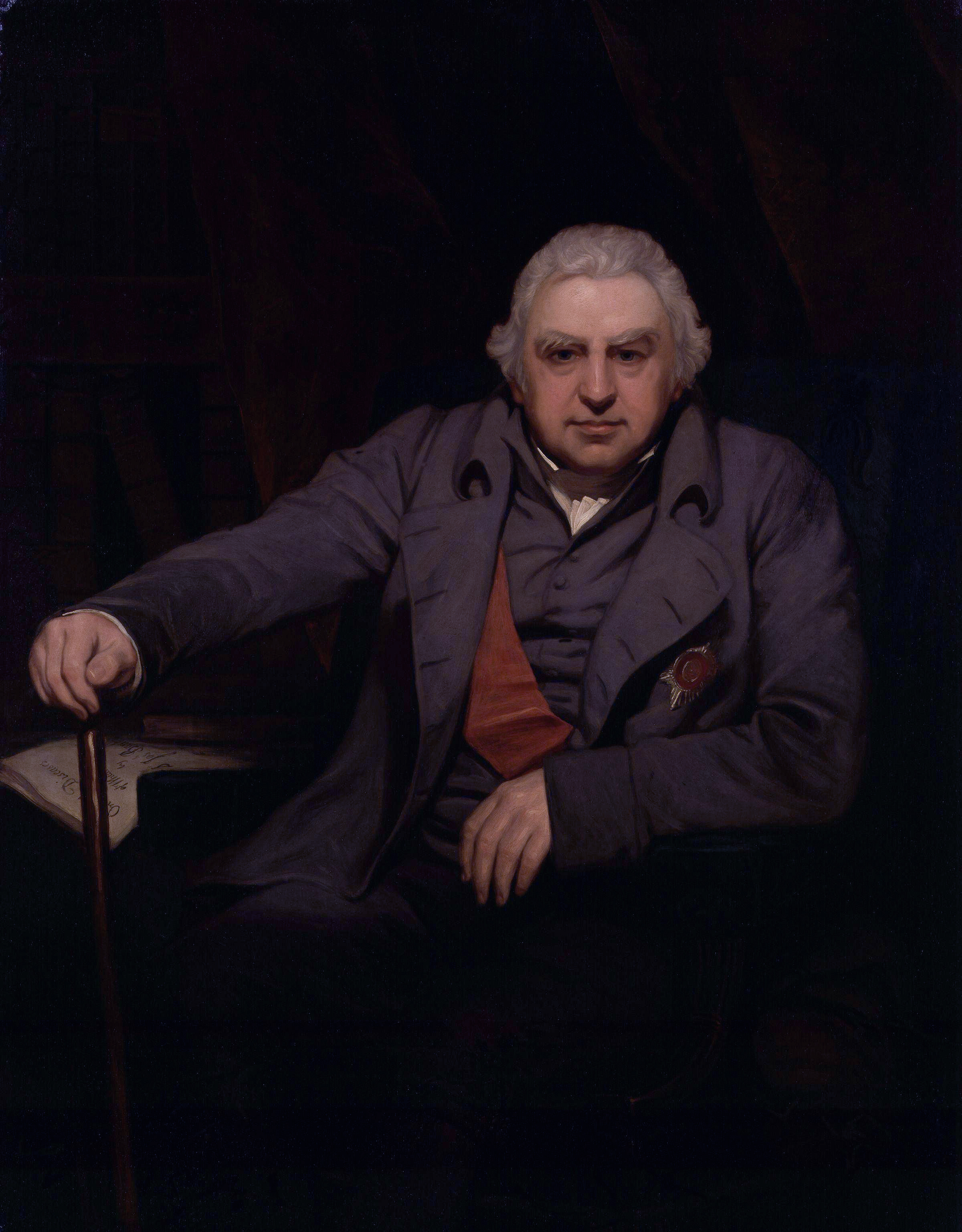
友人の初代準男爵サー・ジョゼフ・バンクス。

1793年、ロンドンで『西インドにおけるイギリス植民地の内政史と貿易史』（History, Civil and Commercial, of the British Colonies in the West Indies）を出版、同年にダブリンでも出版した。同書はイギリス領西インド諸島の歴史についてその起源と発展、政治制度や慣習から農業、貿易にいたるまでと幅広い分野をカバーし、フランス語、ドイツ語、オランダ語、ポルトガル語、イタリア語に翻訳された。1793年の初版では2巻だったが、1794年の第2版で地図などが追加され、死後の1801年には自伝とマルーン戦争史に関する著作が第3巻として追加され、1819年の第5版で5巻になった。『西インド史』の出版により、エドワーズは奴隷制度における虐待の存在を認める、奴隷制度の擁護者のうち穏健派に属する人物としての名声を得た。1794年5月22日、王立協会フェローに選出された。このように奴隷制度を改革しつつ存続させるべきという立場だったため、1795年に詩人ウィリアム・プレストンから遺憾の意を示す手紙を送られた。
1794年8月に地元のサウサンプトン選挙区の補欠選挙に出馬したが、第1次小ピット内閣や第3代ポートランド公爵ウィリアム・キャヴェンディッシュ＝ベンティンクからの支持を受けられず、224票対267票で落選した。ポートランド公爵は直近に与党入りしたため、サウサンプトン選挙区の補選が内閣への忠誠心を試す任務になり、内閣の支持しないエドワーズを支持するわけにはいかなかったのであった。次の総選挙で再出馬すると予想されたが、エドワーズにはほかにあてがあった。
1796年に総選挙が行われると、グラムパウント選挙区から出馬、同選挙区の新しいパトロンになった初代準男爵サー・クリストファー・ホーキンスの支持を受けて、旧来のパトロン初代エリオット男爵エドワード・エリオットの推す候補を破って当選した。1796年6月には選挙での疲労によりロンドンを訪れられない状況にあったが、後に回復して、同年10月21日に議会で初演説した。演説の内容は第2次マルーン戦争に敗れたジャマイカのマルーンの処置について、議会の決定を非難するものだったが、その日の議題と関係がないとしてチャールズ・アボット議員に批判された。この演説直前にマルーンの処置に関するジャマイカ議会の議事録が出版される予定であるとの告知を受けて、Observations on the disposition, character, manners, and habits of life, of the maroons, and a detail of the origin, progress, and termination of the late war between these people and the white inhabitantsという題名でマルーンの歴史と第2次マルーン戦争に関する著作を書き上げ、議事録に同梱される形で11月に出版した。ジャマイカ政府によるマルーンへの処置についてチャールズ・ジェームズ・フォックスにより本国議会で質疑されたため、それに答えるという目的もあったという。同年にアフリカ内陸部探検促進協会（Association for Promoting the Discovery of the Interior Parts of Africa、通称アフリカ協会）の設立準備が行われている最中、初代準男爵サー・ジョゼフ・バンクスへの手紙で同協会が奴隷貿易に反対した場合、この立場がアフリカ探検への障害になるだろうと述べた。エドワーズは翌年にバンクスの後任として協会の秘書に就任、以降1800年に死去するまで務めた。
1797年にサン＝ドマングでの見聞や同植民地の歴史に関する著作An Historical Survey of the French Colony in the Island of St Domingoを出版した。エドワーズはこの著作でフランスの植民者による黒人奴隷への待遇を批判し、イギリスによるサン＝ドマング併合に反対した。一方で議会では1797年5月18日の発言でイギリス政府による1791年のハイチ革命への対応を批判し、革命が勃発した時点で介入しなかったため「サン＝ドマングが黒人植民地になることを全ヨーロッパが阻止できなくなった」と述べた。この著作は概ね好評で、批評家からも賞賛されたが、フランスの植民地官僚から怒りの手紙を届けられた。

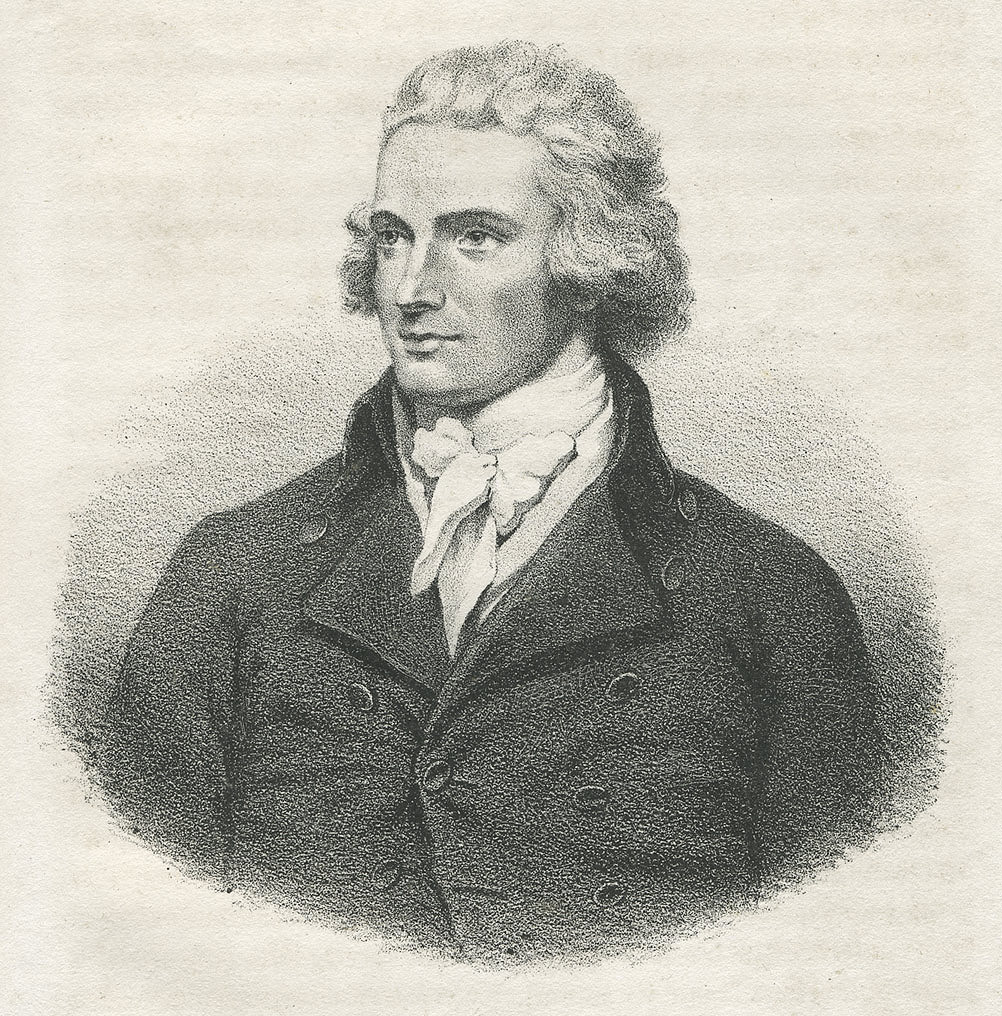
エドワーズの友人ムンゴ・パーク。

議会では小ピットと敵対することが多く、1797年に政権交代を求めた。奴隷制度関連では1797年4月に奴隷貿易が廃止されたとしてもイギリス海軍は黒人奴隷の密輸を止められないと主張し、1798年4月に奴隷貿易の廃止は植民地議会の同意がなければ実を結ばないと発言するなど、ウィルバーフォースから強敵（a powerful opponent）であると評された。さらに黒人の西インド諸島における待遇がアフリカにおける待遇より良いと主張し、友人ムンゴ・パークの見聞を証拠とした。ただし、エドワーズの死後の1805年にパークの紀行文が出版されたときはその内容が奴隷制度に反対するものと形容された。フランス革命戦争にも反対の立場をとり、1797年4月に参戦継続に遺憾の意を示し、11月には海軍の勝利を喜びつつ、4年間で2億ポンドが費やされ、20万人の命が失われたとし、小ピットが心から平和を望むとは思えないと発言し、1800年2月に内閣が交渉を拒否したため平和を模索していないと批判した。

### 死去
1800年7月16日にサウサンプトンのザ・ポリゴンで死去、同地の諸聖人教会に埋葬された。ジャマイカに残した600人以上の奴隷やプランテーション、領地といった遺産は1799年12月付の遺言状に基づき息子ザカリー・ヒューム（Zachary Hume）が継承した。グラムパウント選挙区の議席については後援者ホーキンスが自ら出馬して、無投票で当選した。
死去直前に自身の略歴を著し、『西インド史』の第3版に同梱する形で出版された。この自伝は「どんな大理石よりも長続きする、自身への記念碑」と形容された。

## 著作
- Thoughts on the late Proceedings of Government respecting the Trade of the West India Islands with the United States（1784年、パンフレット） - 自由貿易を主張して、イギリスによる対アメリカ13植民地の戦争を批判する著作[1]
- Speech at a free Conference between the Council and Assembly of Jamaica on Mr. Wilberforce's Propositions concerning the Slave Trade（1790年） - ウィリアム・ウィルバーフォースの演説を受けたジャマイカ諮問委員会とジャマイカ議会の合同会議における、エドワーズの演説[1]
- Poems, Written Chiefly in the West Indies（1792年[2]） - エドワーズの詩作で、主に友人の間で流通した[1]
- 『西インドにおけるイギリス植民地の内政史と貿易史』（History, Civil and Commercial, of the British Colonies in the West Indies、1793年初版、ロンドン、2巻。1794年第2版。1819年第5版、5巻[1][2]） - フランス語、ドイツ語、オランダ語、ポルトガル語、イタリア語に翻訳された[2]
- Observations on the disposition, character, manners, and habits of life, of the maroons, and a detail of the origin, progress, and termination of the late war between these people and the white inhabitants（1796年、ロンドン、ジョン・ストックデイル（英語版）による出版） - The Proceedings of the Governor and Assembly of Jamaica, in Regard to the Maroon Negroesに同梱[15]

## 人物
デイヴィッド・ブライアン・デイヴィスは1975年の著作でエドワーズが単に西インド農園主の言いなりではなく、自主性をもって行動したと評した。エドワーズは植民地議会の有力者から本国議会で一定の地位を築くに至り、奴隷貿易に関する論争で重要な役割を果たし、後世ではイギリス領西インド諸島の歴史家としての名声がある。その発言と著作は植民地の視点からのものであり、ジャマイカが砂糖栽培の植民地として存続するには奴隷貿易をなんとしても守らなければならないと気づいた上でのものだった。
議会では後に庶民院議長を務めるチャールズ・アボット（エドワーズの存命中は平議員）からは「重苦しい人物」（heavy-looking man）で、演説が「ぎこちなく洗練されていない」（very awkward and inelegant）と評し、一方で奴隷制度廃止運動の指導者ウィリアム・ウィルバーフォースから強敵（a powerful opponent）であると評された。

## 家族
1774年11月、マーサ・フィップス（Martha Phipps、トマス・フィップスの娘）と結婚、2男をもうけた。
- 男子（1800年以前没）
- ザカリー・ヒューム（Zachary Hume、1782年 – 1812年） - 父の遺産を継承。1801年8月22日、セリナ・イネス（Selina Innes、ウィリアム・イネスの娘）と結婚、2男3女をもうけた[16]